# Sagarítide
Sagarítide o Sagaritis (en griego clásico Σαγαρίτις) fue una ninfa náyade de la mitología griega, tan sólo citada por Ovidio. Atis había jurado a la diosa Cibele que permanecería virgen, pero se enamoró de Sagarítide y rompió su promesa. Entonces Cibele tomó represalias contra la náyade.
En los Fastos se nos narra que Atis, el muchacho frigio, de aspecto digno de ver, sedujo con casto amor en las selvas a la diosa que lleva las torres— Cibele— . Fue su voluntad reservárselo para sí, que cuidase su templo, y le dijo: «Haz por querer ser siempre muchacho». Él prometió lealtad a lo que se le había ordenado, y dijo: «Si miento, que ese amor por el que rompa mi palabra sea el último». Rompió la palabra, y por la ninfa Sagirítide dejó de ser lo que había sido. Desde ese instante la cólera de la diosa reclamó el castigo. Cortó a la náyade haciendo heridas en el árbol, y aquella murió: el destino de la náyade era el árbol.
A pesar de que Sagaris es citada explícitamente como una náyade el hecho de que su propia vida esté conectada con la vida de un árbol la hace ser catalogada por los estudiosos como una de las ninfas hamadríades.
Según Pausanias su padre era el dios fluvial Sangario, aunque el autor interpreta Sagaritis como un patronímico, esto es, la «hija del Sangario». Pausanias se refiere en realidad a la madre de Atis en otra leyenda, referida como Nana en otra fuente.